# Atopsyche cubana
Atopsyche cubana là một loài Trichoptera trong họ Hydrobiosidae. Chúng phân bố ở vùng Tân nhiệt đới.

## Hình ảnh

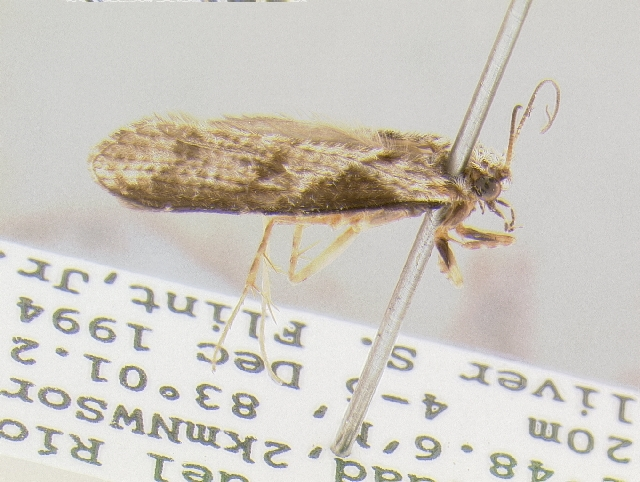

- Tư liệu liên quan tới Atopsyche cubana tại Wikimedia Commons